# Rosenthal Seamount
Rosenthal Seamount är ett djuphavsberg i Antarktis. Det ligger i havet utanför Västantarktis. Inget land gör anspråk på området. 